# Myloxenoides tandilensis
Myloxenoides tandilensis är en skalbaggsart som beskrevs av Martinez 1975. Myloxenoides tandilensis ingår i släktet Myloxenoides och familjen Melolonthidae. Inga underarter finns listade i Catalogue of Life.